# Friedrich Heinrich von Seckendorff

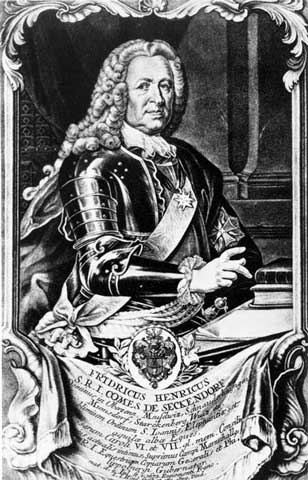
Friedrich Heinrich von Seckendorff

Friedrich Heinrich Reichsgraf von Seckendorff (* 5. Juli 1673 im unterfränkischen Königsberg; † 23. November 1763 in Meuselwitz) war ein kaiserlicher Feldmarschall und Diplomat.

## Herkunft
Seine Eltern waren der Freiherr Heinrich Gottlob von Seckendorff (1637–1675) und dessen Ehefrau Agnes Magdalena von Teutleben (1655–1719), wohl eine Tochter des Wilhelm Caspar von Teutleben (1613–1659). Sein Vater war in verschiedenen Hofdiensten in Gotha und Heidelberg tätig, hatte den Titel eines sachsen-gothaischen Kriegsrats inne, war zudem Amtshauptmann von Königsberg und seit dem Jahr 1673 Kriegsrat des fränkischen Reichskreises. Nach dem frühen Tod des Vaters übernahm dessen Bruder Veit Ludwig die Ausbildung des Jungen.

## Leben

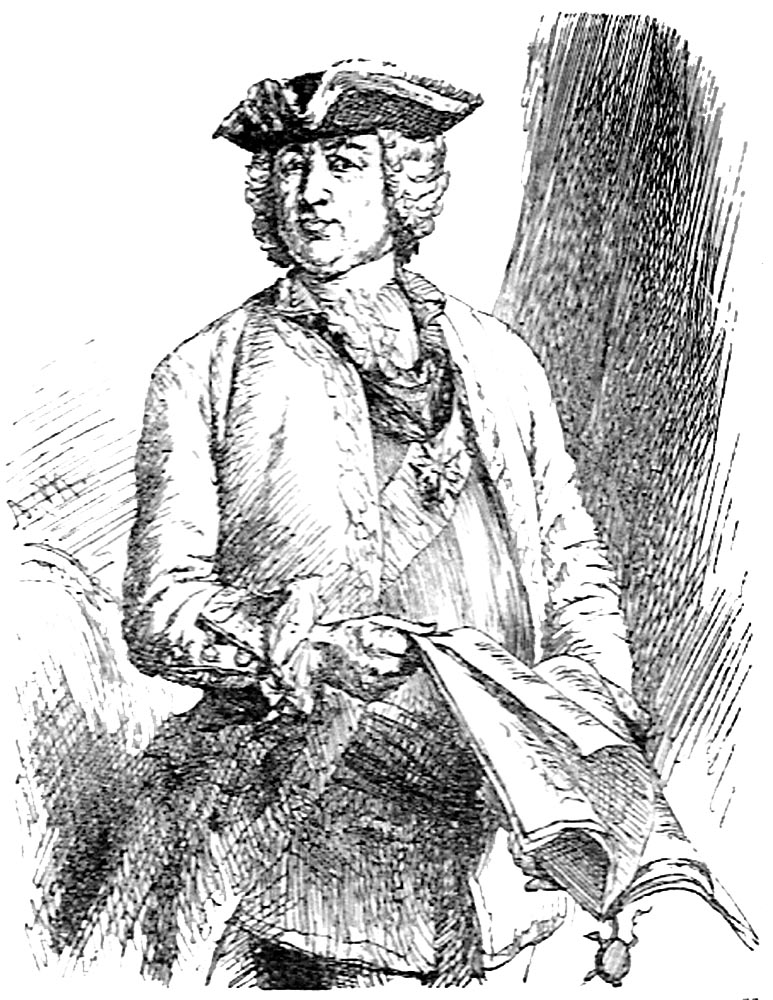
Heinrich von Seckendorff nach einer Zeichnung von Adolph Menzel (19. Jahrhundert).

Friedrich Heinrich von Seckendorff studierte an den Universitäten in Jena, Leipzig und Leiden Rechtswissenschaften und trat 1693 zunächst in oranische, dann in gothaische und ansbachische, 1697 in kaiserliche Militärdienste, in denen er unter dem Prinzen Eugen im Türkenkrieg 1698 kämpfte. Im Spanischen Erbfolgekrieg führte ab 1702 er als Oberst das Ansbacher Regiment. Er kämpfte 1704 in der Schlacht am Schellenberg und eroberte in der Schlacht von Höchstädt an der Spitze seiner Dragoner 16 feindliche Fahnen. Er kämpfte auch bei Ramillies und Oudenaarde und wirkte bei der Belagerung von Lille mit. 1709 trat er als Generalmajor in die Dienste Augusts II. von Polen und befehligte in Flandern die sächsischen Hilfstruppen. Als polnischer Gesandter im Haag nahm er 1713 an den Verhandlungen des Utrechter Friedens teil, war als Befehlshaber sächsischer Truppen 1715 bei der Belagerung Stralsunds unter Graf August Christoph von Wackerbarth beteiligt und wurde 1717 zum kaiserlichen Feldmarschallleutnant ernannt.

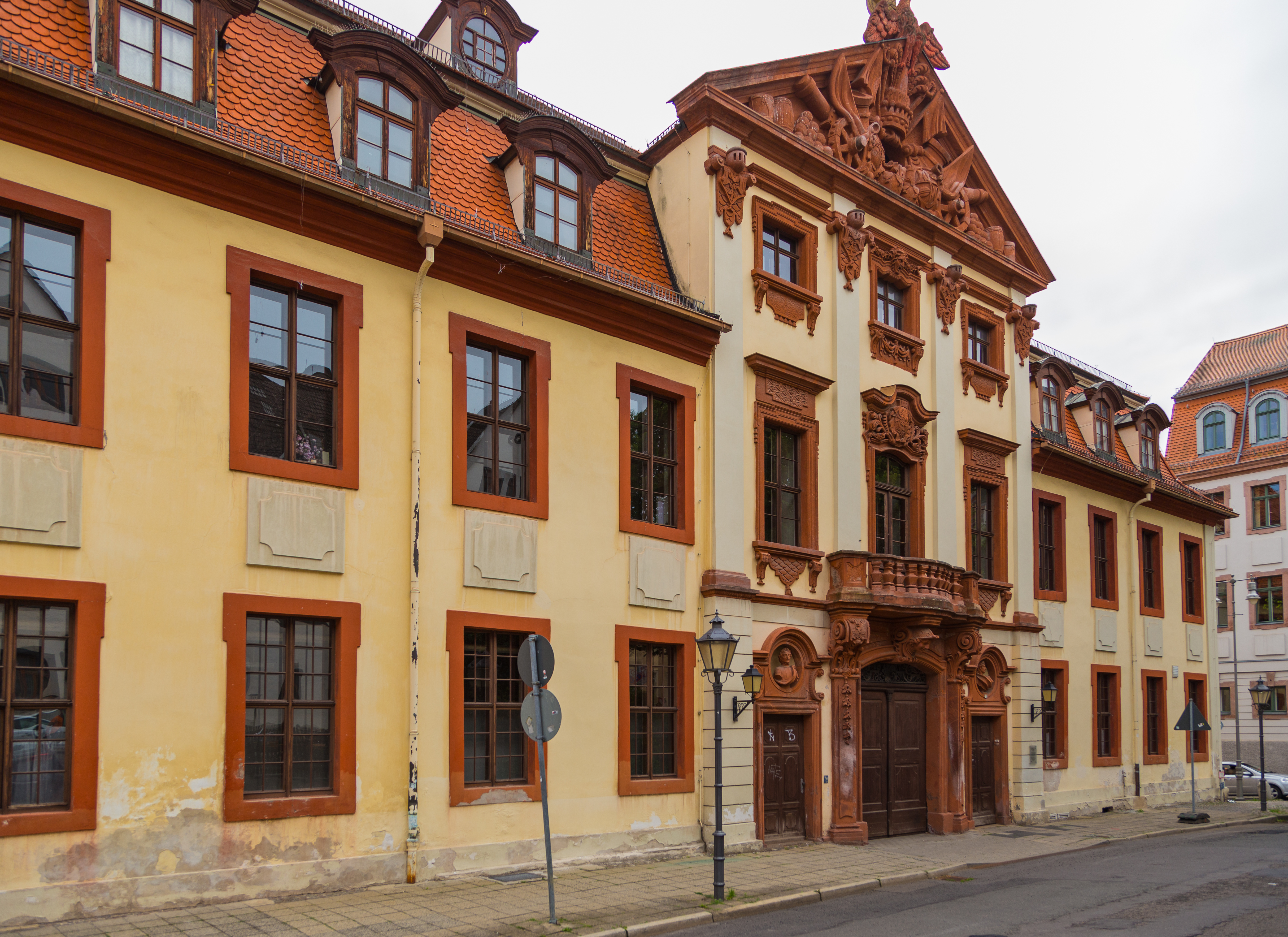
Seckendorffsches Palais in Altenburg

Unter dem Oberbefehl des Prinzen Eugen von Savoyen befehligte er 1717 bei Belgrad zwei Ansbacher Regimenter, kämpfte 1718 mit Erfolg in Sizilien gegen die Spanier und nötigte dieselben 1720 zum Evakuationsvertrag (Räumung der Insel). Seiner Erhebung zum Reichsgrafen 1719 folgte 1721 die zum Feldzeugmeister. Bereits 1720 kehrte er von Italien nach Sachsen zurück, um den Gouverneursposten von Leipzig anzutreten. Er wurde am 28. Oktober 1723 zum sächsischen General der Infanterie ernannt, verließ aber 1724 die sächsischen Dienste, da ihn der Kaiser zum Generalfeldzeugmeister und Gouverneur der Festung Philipsburg ernannte.
1724 ließ er sich in Altenburg durch den Ratsbaumeister Johann Georg Hellbrunn ein Stadtpalais errichten, das Seckendorffsche Palais. Von 1724 bis 1727 ließ er das Schloss Meuselwitz, das 1677 durch seinen Onkel Veit Ludwig von Seckendorff erbaut worden war, zu einer Vierflügelanlage umbauen, vermutlich von dem Leipziger Baumeister David Schatz
Ab 1726 war er kaiserlicher Gesandter am Berliner Hof, wo er, mit dem einflussreichen Grumbkow verbündet, die Gunst Friedrich Wilhelms I. gewann und in schlauester Weise zugunsten Österreichs ausbeutete. Er brachte die Verlobung des Kronprinzen Friedrich (1712–1786) mit der Prinzessin Elisabeth Christine von Braunschweig-Wolfenbüttel-Bevern (1715–1797) zustande und erwirkte von mehreren deutschen Höfen sowie von Dänemark und Holland die Anerkennung der Pragmatischen Sanktion.

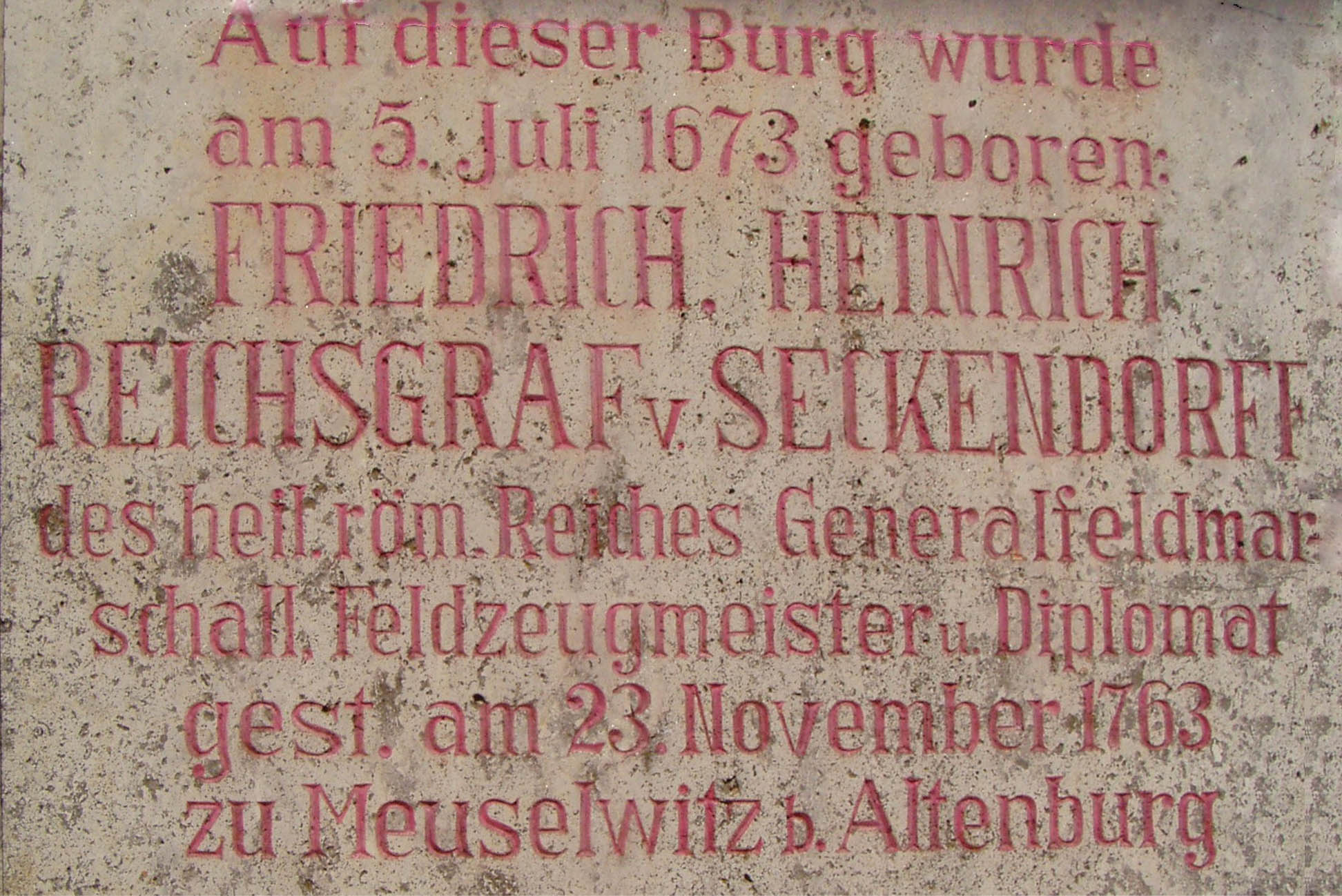
Gedenktafel für Feldmarschall von Seckendorff an der Burg von Königsberg

Ab 1734 gehörte er wieder zur Reichsarmee und war Gouverneur von Mainz. Als Reichsgeneral der Kavallerie rückte er im Polnischen Erbfolgekrieg mit 30.000 Mann über den Hunsrück und schlug am 20. Oktober 1735 die Franzosen im Gefecht bei Klausen. Im neu ausbrechenden Russisch-Österreichischen Türkenkrieg (1736–1739) war er, auf Empfehlung des sterbenden Eugen, als österreichischer Feldmarschall mit dem Oberbefehl über das bei Belgrad (Niš) stehende Heer betraut. War er anfangs glücklich, musste er sich nachher hinter die Save zurückziehen und wurde deshalb auf Anstiften seiner Feinde angeklagt und auf der Festung Graz gefangengesetzt. 
Von Maria Theresia freigelassen, trat er in bayrische Dienste und wurde Oberbefehlshaber des bayrischen Heeres. Der bayerische Kurfürst war Anfang 1742 zum Kaiser gekrönt worden und stand im Krieg gegen Österreich. Seckendorff kämpfte mit wechselndem Erfolg, handelte am 26. Juni 1743, dem Vortag der Schlacht bei Dettingen, die Konvention von Niederschönenfeld aus, entsetzte im Folgejahr München und warf nach mehreren Wechselfällen die Österreicher schließlich nach Böhmen zurück, worauf er sein Kommando niederlegte. Nach dem Tod Karls VII. wirkte er zur Versöhnung zwischen Österreich und Bayern am Frieden von Füssen (22. April 1745) mit. Von Kaiser Franz I. in allen seinen Ehrenstellen bestätigt, lebte er zurückgezogen auf seinem Gut Meuselwitz bei Altenburg, bis er von dort im Dezember 1758 auf Befehl Friedrichs II. unter dem Verdacht, dass er mit Österreich einen für Preußen nachteiligen Briefwechsel unterhalten habe, verhaftet und ein halbes Jahr zu Magdeburg festgehalten wurde.
Seckendorff stand dem Hallischen Pietismus zeitlebens nahe und unterstützte dessen universale Ziele weitestgehend. So führte Seckendorff bereits 1717 zusammen mit dem holsteinischen General Christoph Dietrich von Barner den Schmuggel religiöser Schriften, vornehmlich des Neuen Testaments, welche er von den Glauchaschen Anstalten erworben hatte, nach Ungarn durch. In regelmäßigen Abständen spendete Seckendorff für das Waisenhaus und die Missionstätigkeiten der Glauchaschen Anstalten. Auf Vermittlung von Gotthilf August Francke unterstützte Seckendorff auch die Diasporaarbeit des hallischen Pietismus, indem er die Erstveröffentlichung von Johann Arndts "Wahrem Christentum" finanziell förderte. Ebenso unterstützte Seckendorff zusammen mit Samuel Urlsperger die vom Ödenburger Prediger Johann Gottfried Örtel herausgegebene böhmische Übersetzung der "Württembergischen Summarien". Auch die Erfolge Seckendorffs als kaiserlicher Gesandter am Hof von Friedrich Wilhelm I. von 1726–1734 sind zum Teil auf seine religiöse Haltung und Nähe zum hallischen Pietismus zurückzuführen. Eine reale Verbesserung der Welt im Kleinen versuchte Seckendorff aber von 1740/45 bis 1763, nachdem er sich weitgehend von seinen militärisch-diplomatischen Aktivitäten zurückgezogen hatte, vor allem auf seinem Rittergut Meuselwitz zu erreichen. Insbesondere aufgrund seiner Funktion als Patronatsherr konnte Seckendorff dabei auf die Meuselwitzer Gemeinde einwirken. Hervorzuheben ist vor allem die 1744 von Seckendorff vorgenommene Ernennung des vom hallischen Pietismus geprägten Pastor primarius von Pressburg, Johann Andreas Rabbacher, zum neuen Pfarrer. Angeregt durch die Erfolge der Waisenfürsorge in den Glauchaschen Anstalten bemühte sich Seckendorff auch an einer Umwidmung des von ihm wieder erbauten Hospitals für Arme in ein Waisenhaus bzw. um eine Kombination von Armen- und Waisenhaus in Meuselwitz. Zudem sorgte Seckendorff für den Unterhalt und die Erziehung von neun Kindern, von denen sechs aus Meuselwitz und drei aus Ungarn kamen, im Waisenhaus der Glauchaschen Anstalten. Auch seine private Glaubenspraxis intensivierte Seckendorff in dieser Zeit. So sind noch heute im Familienarchiv von Seckendorff, welches im Staatsarchiv Altenburg bewahrt wird, zahlreiche Werke mit geistlichen Liedern und Gedichten von seiner Hand erhalten geblieben. Neben seiner dienstlichen Korrespondenz, die heute in erster Linie im Österreichischen Staatsarchiv aufbewahrt wird, führte Seckendorff eine umfangreiche Privatkorrespondenz, v. a. mit Anhängern des hallischen Pietismus. Hervorzuheben sind dabei die Briefwechsel mit August Hermann Francke, Gotthilf August Francke, Samuel Urlsperger, Georg Wenndrich, Benjamin Lindner, Johann Philipp Fresenius und Erdmann Heinrich Henckel von Donnersmarck.
Seckendorff starb am 23. November 1763 in Meuselwitz.
Seine unrühmliche Rolle als Berater in der Affäre um die gescheiterte ‘Flucht’ des preußischen Kronprinzen Friedrich mit Hilfe des Leutnants Hans Hermann von Katte im Sommer 1730 schildert Jochen Klepper in seinem historischen Roman ‘Der Vater’ (1937).

## Familie
Er heiratete im Jahr 1699 in Ödenburg Clara Dorothea von Hohenwarth (1674–1757), eine Tochter des Hans Friedrich von Hohenwarth und der Anna Dorothea von Speydel. Die Ehe blieb kinderlos.